# Збройні сили Азербайджану
Збройні сили Азербайджану (азерб. Azərbaycan Silahlı Qüvvələri) були відновлені згідно з Законом Азербайджанської Республіки «Про Збройні Сили Азербайджанської Республіки» від 9 жовтня 1991 року. Азербайджанська Демократична Республіка (АДР) початково утворила свої збройні сили 26 червня 1918 року, однак вони були розпущені після анексії Азербайджану Радянським Союзом, як Азербайджанської Радянської Соціалістичної Республіки від 28 квітня 1920 року. Після розвалу Радянського Союзу у 1991—1992 роках збройні сили були відтворені на основі радянських баз та оснащення, що залишились на території країни.
Збройні сили поділяються на три види: Сухопутні війська, Повітряні сили та Військово-морські сили. Пов'язані сили, які можуть бути використані для захисту держави за певних обставин включають національну гвардію, внутрішні війська та Державну прикордонну службу.
За повідомленнями азербайджанських ЗМІ військові витрати Азербайджану на 2009 рік становили $2.46 мільярди USD, хоча за даними Стокгольмського міжнародного інституту дослідження проблем миру, за цей рік було витрачено тільки $1.473 мільярди. Міжнародний інститут стратегічних досліджень також припускає, що військовий бюджет в 2009 році становив $1.5 мільярди. Азербайджан має власну оборонну промисловість яка виготовляє стрілецьку зброю. У майбутньому Азербайджан сподівається розпочати виготовлення танків, броньованих машин, військових літаків і гелікоптерів.
2013 року сталась зміна у керівництві міністерства оборони, генерал-полковник Сафар Абієв, який довгий час займав посаду був замінений на Закіра Гасанова.

## Огляд
Починаючи з розвалу СРСР, Азербайджан намагався перетворити свої збройні сили у професійні, добре підготовлені і мобільні сили. Азербайджан зараз втілює широку модернізацію і програму з нарощування можливостей, при зростанні військового бюджету з приблизно $300 млн у 2005 році до $2.46 млрд у 2009 році. Загальна кількість військовослужбовців складає 56,840 солдат у сухопутних військах, 7,900 солдат у повітряних силах та 2,200 солдат у ВМС. Також 19,500 військовослужбовців складають Національну гвардію, Державну прикордонну службу та Внутрішні війська. На додачу ще є 300,000 колишніх військовослужбовців, які проходили дійсну службу протягом 15 останніх років. Військове оснащення Азербайджану складається з 220 основних бойових танків, додатково було придбано 162 T-80 між 2005 та 2010 роками, 595 бойових машин піхоти та 270 артилерійських систем. Повітряні сили мають приблизно 106 літаків та 35 гелікоптерів.
Азербайджан приєднався до договору про нерозповсюдження ядерної зброї як не-ядерна країна. Азербайджан бере учать у програмі НАТО Партнерство заради миру. Азербайджан долучився до багатонаціональних сил у 2003 році. Він направив 150 військовослужбовців до Іраку, а пізніше контингент у Косово. Азербайджанські військовослужбовці й досі перебувають в Афганістані.
Незважаючи на значне зростання азербайджанського оборонного бюджету, який зараз вдвічі перевищує весь державний бюджет Вірменії, збройні сили були оцінені в 2008 році як такі, що не мають високого рівня бойової готовності і погано підготовлені для ведення широкомаштабних операцій.
Сьогодні «Національний герой Азербайджану» — найвища національна відзнака у країні, що надається, серед іншого, і за видатні заслуги загальнонаціонального значення в обороні Азербайджану.

## Історія

### Азербайджанська Демократична Республіка

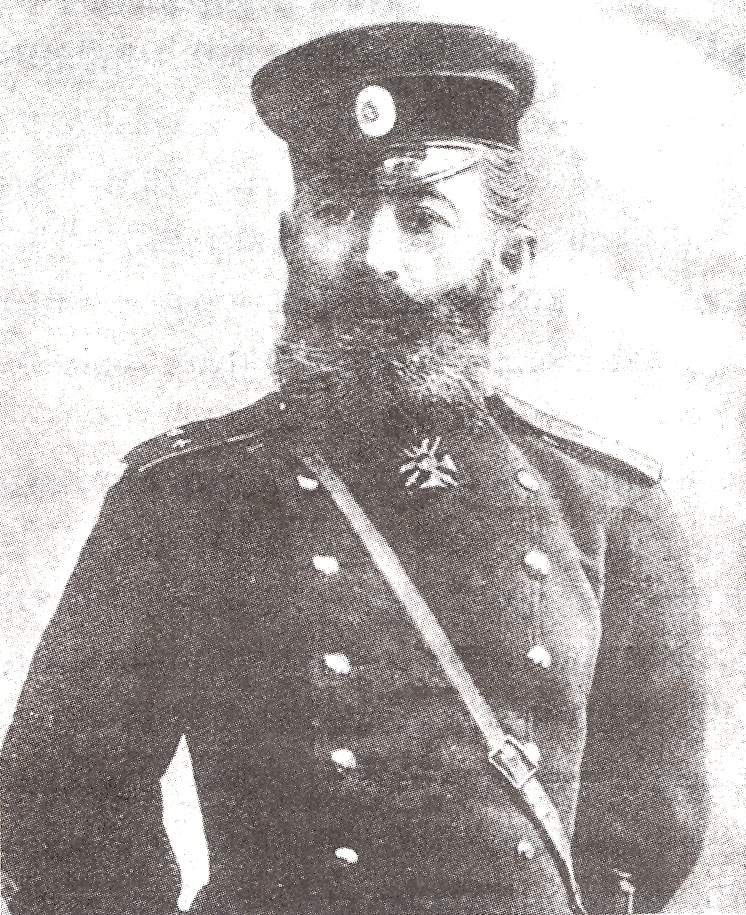
Самед бей Мехмандаров, Міністр оборони Азербайджанської Демократичної Республіки

Історія сучасної азербайджанської армії починається з Азербайджанської Демократичної Республіки у 1918 році, коли 26 червня було проголошено створення Збройних сил Азербайджанської Республіки. Першим де-факто міністром оборони АДР був доктор Хосров бей Султанов. Коли міністерство було офіційно створене, генерал Самед бей Мехмандаров став міністром, а генерал-лейтенант Алі-Ага Шихлінський його заступником. Начальниками Генерального штабу були генерал-лейтенант Сулейман Сулькевич (березень 1919 — 10 грудня 1919) і генерал-майор Абдулхамід бей Гаітабаши (10 грудня 1919 — квітень 1920).
Червона армія вторглась в Азербайджан 28 квітня 1920 року. Тоді переважна частина щойно сформованої азербайджанської армії була задіяна у придушенні вірменського повстання, яке тільки-но спалахнуло у Карабаху, проте азербайджанці не планували полишати надії на власну незалежність, здобуту у 1918—1920 роках. Приблизно 20,000 з загальних 30,000 солдат загинули у протистоянні російському завоюванню. Національні збройні сили Азербайджану були розпущені більшовицьким урядом, 15 з 21 армійських генералів було страчено.

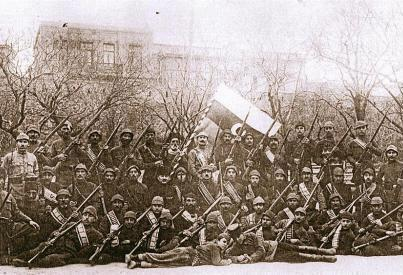
Офіцери армії Азербайджанської Демократичної Республіки у 1918 році.

### Друга світова війна
Протягом Другої світової війни Азербайджан відігравав вирішальне значення у стратегічній енергетичній політиці Радянського Союзу. Більшість нафти Радянському Союзу на Східний фронт постачалася з Баку. Наказом Верховної ради СРСР у лютому 1942 року внесок більш ніж 500 робітників і підприємств нафтової галузі Азербайджану було відзначено орденами та медалями.
Операція Едельвейс, яку проводив німецький Вермахт була націлена на Баку через важливість його нафтових родовищ для СРСР.
Приблизно 800 000 азербайджанців воювали у рядах радянських збройних сил, 400 000 з них загинули. Азербайджанські національні формування Червоної армії включали 223-ю, 227-му, 396-ту, 402-гу та 416-ту стрілецькі дивізії. Азербайджанський генерал-майор Ази Асланов був двічі нагороджений званням Героя Радянського Союзу.

### Розпуск радянських збройних сил
Протягом Холодної війни Азербайджан був районом розгортання підрозділів радянської 4-ї Армії, основна структура якої включала три мотострілецькі дивізії (23-тя гвардійська, 60-та і 296-та). Також 4-та Армія включала бригади ракетних військ, військ ППО, артилерії та ракетні полки. 75-та мотострілецька дивізія, що входила до 7-ї гвардійської армії, була ізольована у Нахічевані. Склади та озброєння 75-ї дивізії, вочевидь, були передані представникам влади у Нахічевані. У Азербайджані також розміщувався 49-й арсенал радянського Головного ракетно-артилерійського управління, в якому зберігалося понад 7,000 контейнерів боєприпасів, що перебільшує мільярд одиниць.
Перший президент Азербайджану, Аяз Муталібов, не хотів розбудовувати незалежні збройні сили, натомість сильно покладався на радянські війська. Навіть після того, як парламент вирішив у вересні 1991 року, що національні збройні сили необхідно створити, суперечка між урядом та опозиційним Народним фронтом Азербайджану ускладнювала створення об'єднаних сил. Приблизно у цей час, був утворений перший підрозділ нової армії на базі військової частини № 18-110 механізованих військ Сухопутних військ Радянського Союзу (імовірно частини 4-ї Армії) розташованої у Шиково, південніше Баку. На момент рішення парламенту, генерал-лейтенант Валех Баршадлі став першим міністром оборони Азербайджану, починаючи з 5 вересня до 11 грудня 1991 року. Пізніше, з травня до 4 вересня 1992 року він обіймав посаду Начальника Генерального штабу Збройних сил Азербайджану.
Влітку 1992 року, новостворене Міністерство оборони отримало дозвіл президента Азербайджану на перейняття підрозділів та формувань на території країни. Тоді воно направило ультиматум до Москви, у якому вимагало контроль над технікою та озброєнням 135-ї та 139-ї мотострілецьких полків 295-ї мотострілецької дивізії. У липні 1992 року Азербайджан ратифікував Договір про звичайні збройні сили в Європі (ДЗЗСЄ), який встановлює всебічні обмеження на основні категорії конвенційних військових засобів. Азербайджан затвердив додаткову угоду ДЗЗСЄ у травні 1997 року.
Передача майна 4-ї Армії (за винятком частини майна 366-го мотострілецького полку 23-ї гвардійської мотострілецької дивізії захопленого вірменськими збройними формуваннями у 1992 році, протягом його відступу з Степанакерту) та 49-го арсеналу була завершена у 1992 році. Таким чином, до кінця 1992 року, Азербайджан отримав зброю і військову техніку, достатні для приблизно чотирьох мотострілецьких дивізій із штатними армійськими підрозділами. Він також успадкував військово-морські кораблі. Також існує інформація про 50 військових літаків з розформованої 19-ї Армії військ ППО Радянського Союзу, що перейшли під азербайджанський контроль. Після того, як генерал-лейтенант Баршадлі став Начальником Генерального штабу, наступними міністрами оборони починаючи з 1992 були:
- генерал-майор Таджаддін Мехтієв (грудень 1991 — січень 1992)
- полковник Шахін Мусаєв (січень-лютий 1992)
- полковник внутрішніх військ Тахір Алієв (лютий-березень 1992)
- Рахім Ґазієв (березень 1992 — лютий 1993)
- генерал-майор Дадаш Рзаєв (лютий-червень 1993)
- полковник Закір Гасанов (червень-серпень 1993)
- генерал-майор Вахід Мусаєв (серпень-вересень 1993)
- генерал-майор Мамадрафі Мамадов (вересень 1993 — лютий 1995)
- генерал-полковник Сафар Абієв (1995—2013)

Збройні сили Азербайджану зазнали серії нищівних поразок від вірменських збройних формувань протягом Карабаського конфлікту 1992—1994 років, який вилився у втрату контролю над, власне, Нагірним Карабахом та сімома навколишніми районами, що становить приблизно 16 % території Азербайджану. Азербайджанські джерела наполягають, що вірменська перемога була здобута, в основному, за рахунок військової допомоги Росії та великої вірменської діаспори. Вірмени частково заперечують такі твердження, заявляючи, що російська сторона однаково постачала зброю та найманців обом сторонам конфлікту. Протягом війни азербайджанські збройні сили також отримували допомогу від турецьких військових радників, а також російських, українських, чеченських та афганських найманців.

### Не бойові втрати
Декілька азербайджанських груп боротьби за права людини відслідковували не бойові смерті і помітили тенденцію до їх збільшення. Базуючись на статистиці міністерства оборони, яка не була оприлюднена, Група контролю за дотриманням прав людини в армії (ГКДПЛА) зареєструвала випадки смерті 76 солдат у не бойових умовах у 2011 році і поранення ще 91 солдата. Для порівняння, у 2010 їх було 62 не бойові смерті та 71 випадок поранення, відповідно. Низка не бойових смертей підіймає питання щодо прогресу реформування збройних сил. Фактори, що обумовлюють смерті включають залякування, знущання і системну корупцію в збройних силах Азербайджану.

## Сухопутні війська

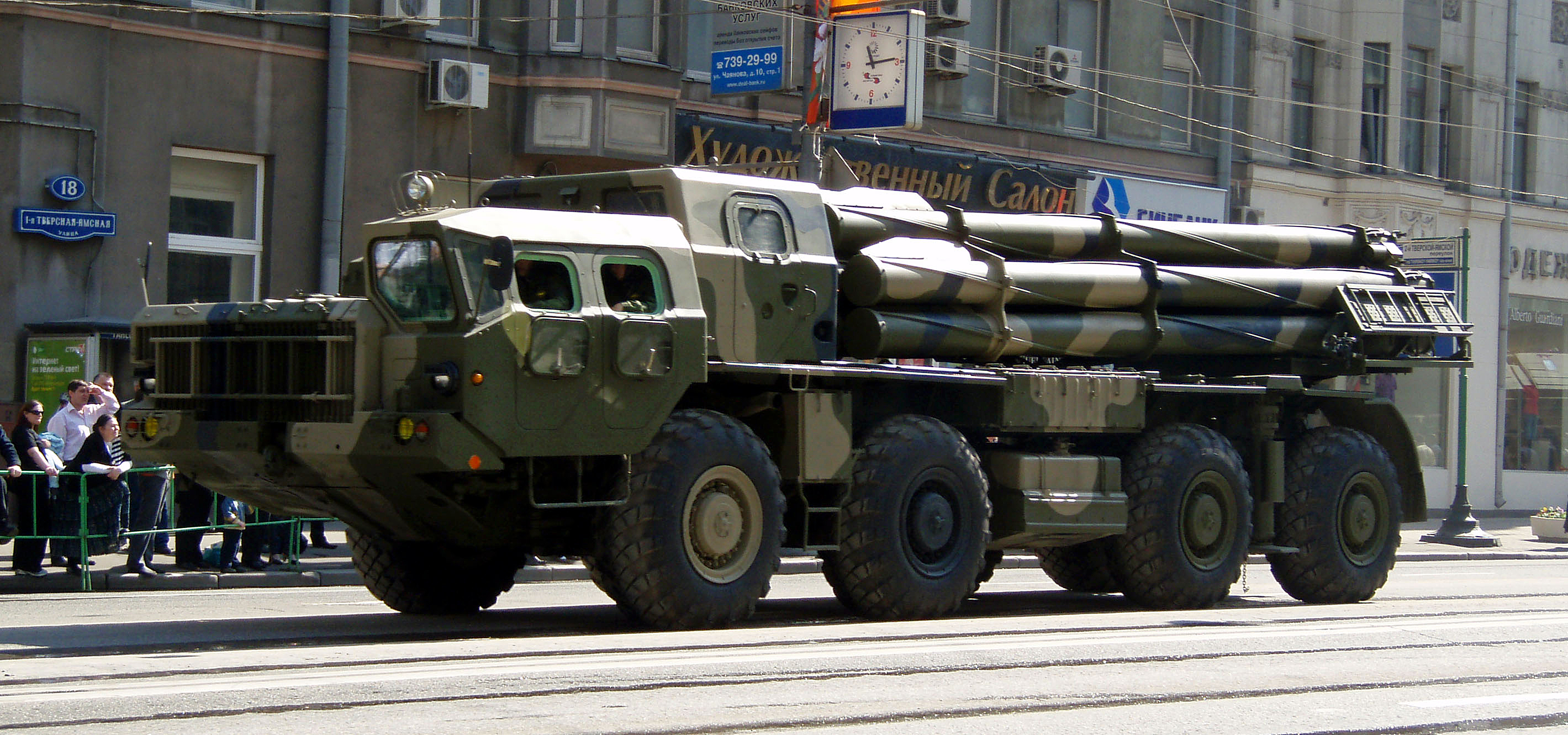
Азербайджан має з десяток 300 мм ракетних систем залпового вогню 9А52 «Смерч» із діапазоном ведення вогню 70-90 км (55.92 миль).

Сухопутні війська Азербайджану налічують приблизно 85,000 військовослужбовців, згідно з оцінкою Групи передових досліджень та оцінки при академії оборони Сполученого Королівства. 2,500 військовослужбовців Національної гвардії також відносяться до сухопутних військ. На додачу, ще є 300,000 колишніх військовослужбовців, які проходили дійсну службу протягом останніх 15 років. Інші воєнізовані структури складаються з Внутрішніх військ Міністерства внутрішніх справ, 12,000 особового складу, та сухопутної компоненти Державної прикордонної служби, 5,000 особового складу.
Азербайджан уклав низку контрактів для підвищення боєздатності та оснащеності власних збройних сил з допомогою Туреччини. За останні 15 років Азербайджан підготував свої збройні сили до можливих операцій проти вірменських сил у Нагірному Карабасі.

### Організація

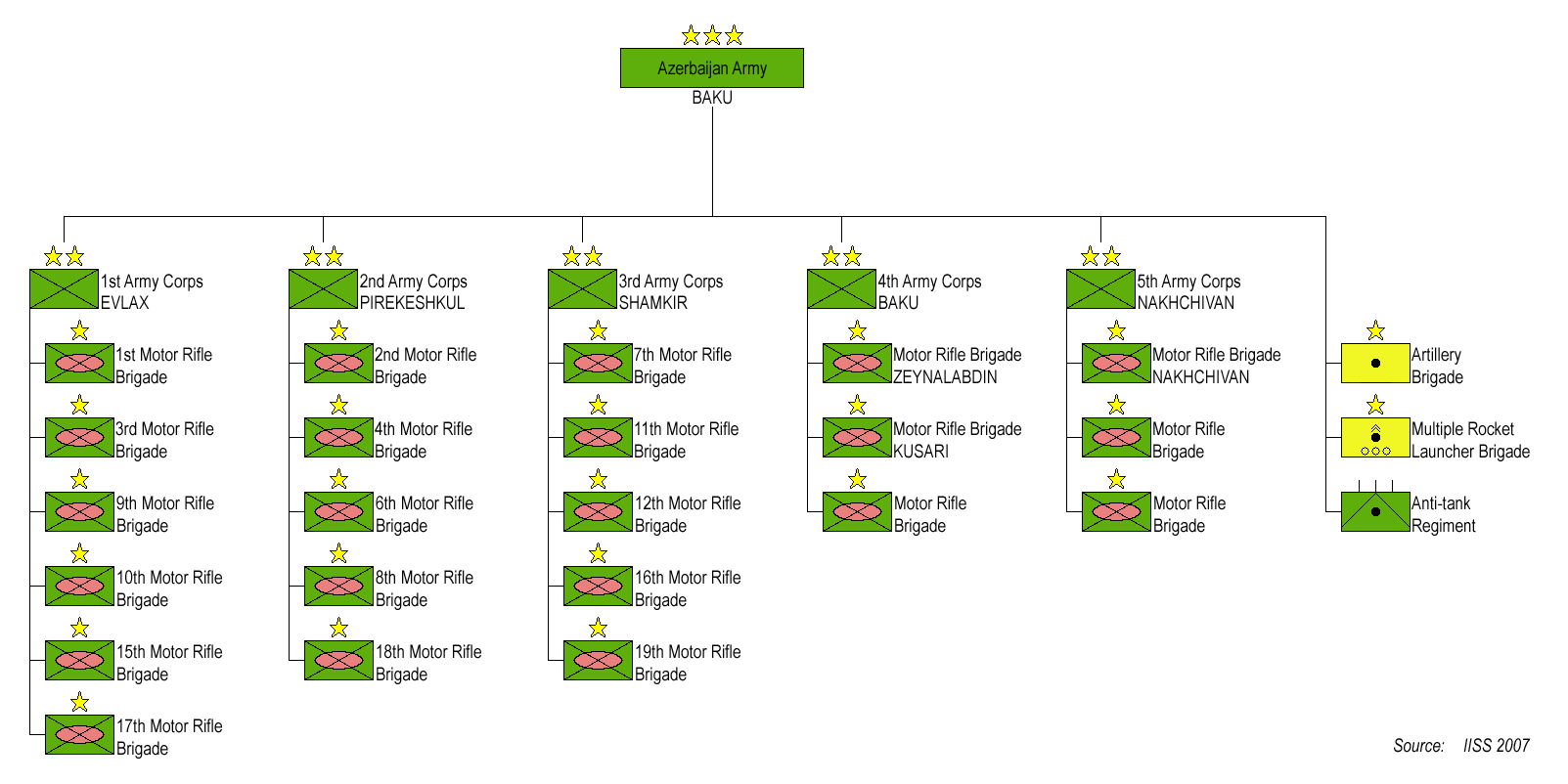
Бойовий порядок Сухопутних військ Азербайджану

Сухопутні війська поділені на п'ять армійських корпусів:
- 1-й Армійський корпус, також відомий як Евлахський армійський корпус (сконцентрований біля Гянджі)
- 2-й Армійський корпус, також відомий як Пірекешкульський армійський корпус (сконцентрований біля контрольованих вірменами територій і частина розгорнута на Азербайджано-іранському кордоні)
- 3-й Армійський корпус, також відомий як Шамкірський армійський корпус (Сконцентрований біля контрольованих вірменами територій)
- 4-й Армійський корпус, також відомий як Бакінський армійський корпус (прикриває Апшеронський півострів і узбережжя)
- 5-й Армійський корпус, також відомий як Нахічіванський армійський корпус (розгорнутий у Нахічівані)

Сухопутні війська включають 23 мотострілецькі бригади, артилерійську бригаду, бригаду РСЗВ та протитанковий полк. Звіт МІСД «Військовий баланс» повідомив у 2007 році, що сухопутні війська оціночно мають 40 ракетних протиповітряних комплексів 9К35 «Стріла-10», 2К11 «Круг» та 9К33 «Оса», з '80-240 еф.' для підтримки військ на полі бою. (МІСД 2007, ст. 157)
Миротворчі сили Азербайджану в основному забезпечується за рахунок сухопутних військ й невеликого обсягу від внутрішніх військ. Станом на березень 2011 року, 94 миротворців були розгорнуті у Міжнародні сили сприяння безпеці (ISAF) в Афганістані. У минулому вони також активно підтримували миротворчі операції у Косово та Іраку.
Азербайджанський миротворчий підрозділ був розгорнутий в Іраку у складі 14 офіцерів, 16 сержантів та 120 рядових, загальною кількістю 150 військовослужбовців. Підрозділ забезпечував безпеку гідроелектростанції та водосховища в Аль-Хадісі від серпня 2003 року. У грудні 2008 року, Азербайджан вивів підрозділ з Іраку.
Як повідомляється, в грудні 2014 року Азербайджан створив 6-й армійський корпус у Нахічівані. Карам Мустафаєв став командувачем Спеціального 6-го армійського корпусу, який був створений на базі 5-го армійського корпусу для підсилення оборонних можливостей Нахічіванської автономної республіки, підвищення бойових можливостей військових підрозділів формувань Збройних сил, поліпшення централізації командування, з посиланням на заяву Міністерства оборони.

## Повітряні сили
Повітряні сили Азербайджану включають у себе також війська ППО. Загалом вони мають 8,000 особового складу.
Повітряні сили Азербайджану разом з силами ППО мають приблизно 106 літаків та 35 гелікоптерів. В країні чотири головні авіабази. На авіабазі Хаджі Зейналабдін розміщуються винищувачі, на авіабазі Кюрдамір бомбардувальний авіаполк, авіабаза Гянджа вміщує транспортну авіацію та авіабаза Баку Кала вертолітний підрозділ. також є ще чотири покинуті авіабази, серед яких авіабаза Деллєр, авіабаза Нахічіван, авіабаза Санґачал та авіабаза Сіталчай.
Повітряні сили використовують літаки МіГ-21, МіГ-23, Су-24 та Су-25, так само, як і МіГ-29 куплені в України у 2006 році та транспортні літаки Іл-76. МіГ-29 був визначений як основний літак для ПС Азербайджану. Також Азербайджан веде перемовини із Китайською Народною республікою та Пакистаном щодо придбання літаків JF-17 Грім. МіГ-25-і які раніше експлуатувалися були зняті з озброєння приблизно у 2007—2009 роках.
Гелікоптери повітряних сил Азербайджану в основному сконцентровані на авіабазі Баку Кала і відповідно до даних МІСД складається з одного полку з приблизно 14–15 Мі-24, 12–13 Мі-8 та 7 Мі-2. Jane's Information Group і МІСД наводять дані, які збігаються за винятком одного літака. Нещодавно, наприкінці 2010 року російська компанія «Роствертол» оголосила, що Азербайджан уклав угоду на придбання для своїх збройних сил 24 одиниць Мі-35М (Hind-E), штурмових гвинтокрилів покликаних посилити азербайджанські штурмові формування.
Повітряні сили мають як тренувальні літаки Л-29 та покращені Л-39, а також деяку їх кількість у резерві. Державна прикордонна служба Азербайджану та Добровільне товариство оборони, патріотизму та спорту використовують легкі тренувальні літаки ДКБ імені Яковлєва.

### Протиповітряна оборона

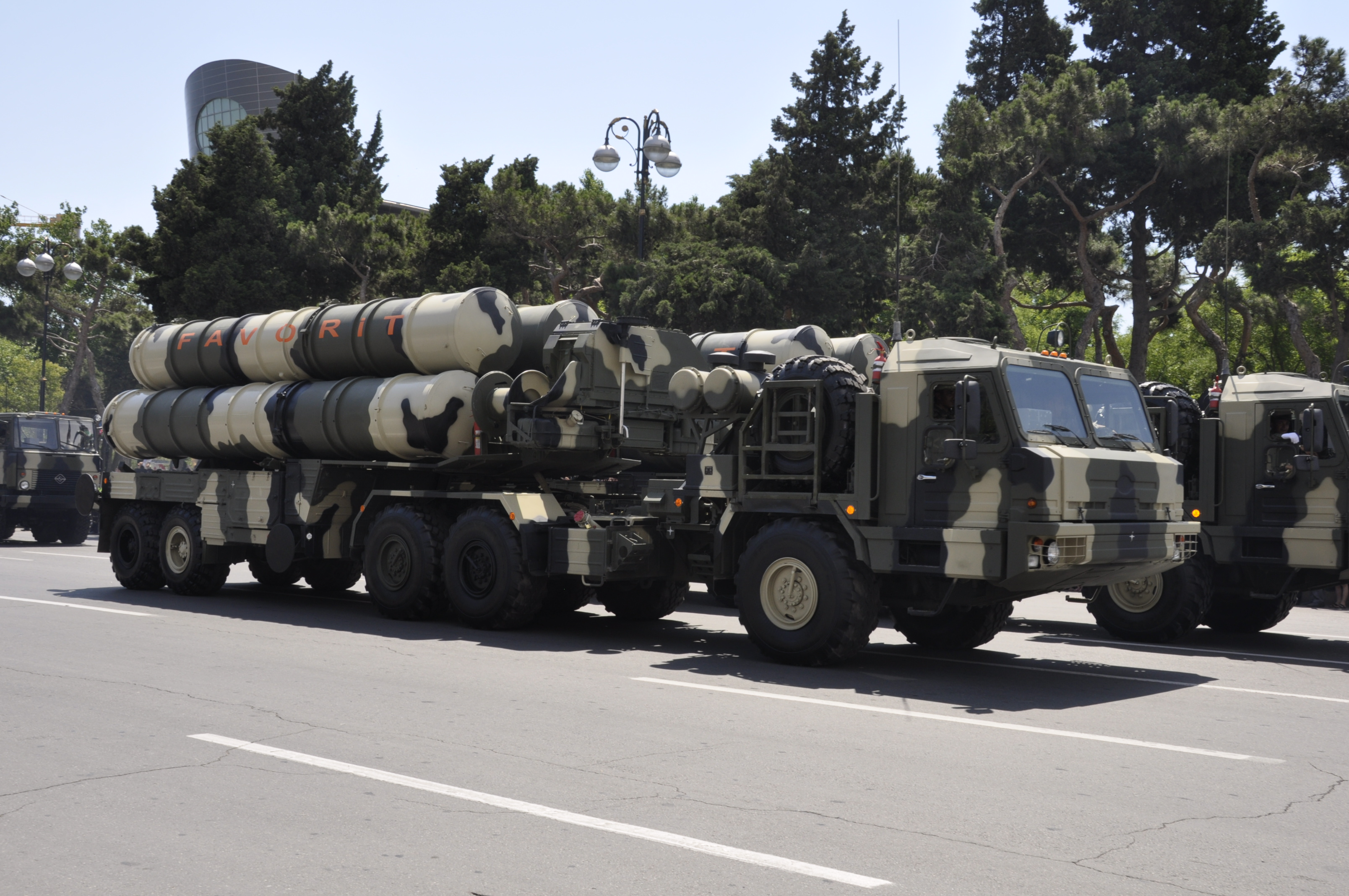
С-300ПМУ2 під час військового параду у Баку у 2011 році.

Азербайджан має ракетні та радіолокаційні системи, призначені для захисту азербайджанського повітряного простору. Це, щонайменше, 2 дивізіони С-300ПМУ2. Таким чином країна має одну з найкращих систем ЗКР у регіоні. Також Азербайджан використовує дві батареї комплексів С-200 (SA-5 GAMMON) біля Баку та Мінґечевіру; С-300ПМУ-2 представляють собою логічну заміну для цих систем пропонуючи перекриття більшої частини країни. Також країна має близько 100 комплексів С-75 «Двіна» (за класифікацією НАТО «SA-2 Guideline»), С-125 (за класифікацією НАТО «SA-3 Goa») та С-200 (за класифікацією НАТО «SA-5 Gammon») у статичному базуванні. Імовірно, це зона навколо Баку та центральна частина країни, що дозволяє перекрити увесь повітряний простір країни.
Однак, дослідження серпня 2011 показує, що після покупки комплексів ЗКР С-300, найбільші прогалини системи ППО Азербайджану були заповнені.
Також на території Азербайджану знаходиться РСЛ раннього попередження колишнього Радянського Союзу. Ґабалинська РЛС бістатична установка з фазованими антенними ґратками, що використовується в даний час по договору до 2012 року Космічними військами Росії. Контракт було укладено у 2002 році і він добігає кінця у 2012, що повинно призвести до повернення контролю до уряду Азербайджану. Вартість контракту для Росії складає $7 мільйонів на рік. Радіолокаційна система має радіус дії до 6,000 кілометрів (3,700 миль) та була розроблена для виявлення запусків міжконтинентальних балістичних ракет з зони Індійського океану. Невідомим залишається, чи ділиться уряд Росії отриманими даними з Азербайджаном чи ні.

### Підготовка та освіта
Азербайджанські пілоти проходять навчання у національному військовому авіаційному училищі а потім вдосконалюють свої навички у діючих підрозділах. Азербайджан проводить обмін досвідом з Туреччиною, Україною, Сполученими Штатами та деякими країнами НАТО. Школа ВПС Туреччини відіграє значну роль у підготовці азербайджанських військових пілотів. Також азербайджанських пілотів готують у льотних училищах України.

## Військово-морські сили
У Баку знаходилась основа військово-морська база Радянського Союзу у Каспійському морі. Після колапсу Радянського Союзу Азербайджан успадкував базу і деяку частину каспійської флотилії. Військово-морські сили Азербайджану мають приблизно 2,200 особового складу. ВМС має у своєму складі легкий фрегат проєкту 159, Qusar (G 121), декілька патрульних катерів, включаючи один типу Тюрк, Araz, P 223, один проєкту 722, P 218, один проєкту 1388M, P 212, один проєкту 368, P 219, один проєкту 888, T 710, і чотири польські типу UK-3, P 213, P 214, P 215 та P 216. Також у складі ВМС є чотири тральщики 2 з яких проєкту 1265 та 2 проєкту 1258. (Jane's Fighting Ships 2010)
До складу військово-морських сил також входять 5 десантних кораблів, 3 СДК проєкту 770 та 2 МДК проєкту 106,(IISS 2007) плюс три дослідницьких судна, 1 проєкту 10470, A 671, екс Свяга, 1 гідрографічне судно типу Валеріан Уруваєв (АГ) і одне гідрографічне судно типу Вадим Попов (АГ).
ВМС США допомагає у підготовці військово-морських сил Азербайджану. Існує також угоду про надання підтримки США з переоснащення азербайджанських військових кораблів в Каспійському морі. У 2006 році уряд Сполучених Штатів подарував Азербайджану 3 моторні човни. У 2007 між ВМС Азербайджану та військовою кампанією Сполучених Штатів було укладено угоду за якою частина ВМС Азербайджану має бути оснащена передовими лазерними системами наведення. Фахівці американської кампанії також надають тренінги з використання нового обладнання. Кілька окремих американських програм ведуться в рамках Каспійської охоронної ініціативи, зосередженої в основному на зміцненні безпеки морського кордону Азербайджану та Казахстану.
У травні 2011 року президент Державної нафтової компанії Азербайджанської Республіки Ровнаґ Абдуллаєв заявив що Азербайджан почне будівництво власних військових кораблів після 2013 року.

## Спеціальні сили

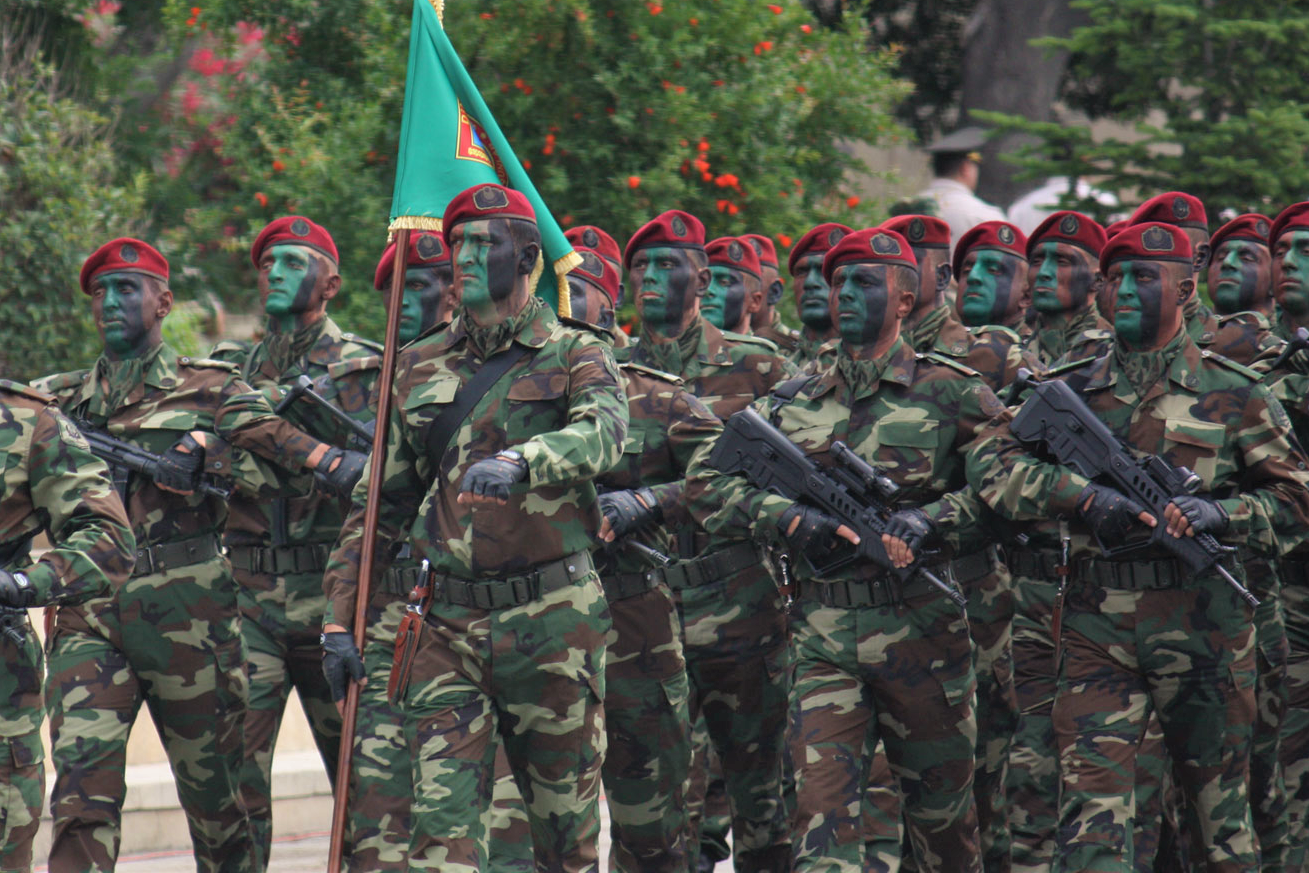
Військовослужбовці спеціальних сил Азербайджану під час військового параду в Баку 2011

Військово-морська розвідка Азербайджану має 641-й морський центр спеціальних операцій. Спеціальні сили проходили тренування від Морських котиків США і обидва спецпідрозділи брали участь у спільних морських навчаннях, зі штаб-квартирою у Військово-морській станції Азербайджану на острові Вовк в Бакінській бухті. Підрозділ 641 має у своєму розпорядженні декілька надмалих підводних човнів Тритон-1М та Тритон 2 і підводне індивідуальне озброєння для бойових плавців. Спецпідрозділ складається з 3 груп розвідки, 2 груп для ведення бою в гірських умовах і одну групи для підводно-диверсійної діяльності. Обов'язковий курс навчання включає у себе стрибки з парашутом удень і вночі, на землю та на воду.
Існує також непідтверджені повідомлення про спеціальний підрозділ «Тигри». Існує інформація, що підрозділ «Тигри» був створений у взаємодії з Військово-морськими силами Туреччини у 2001 році. Підготовка та структура «Тигрів» схожі на таку ж турецьких спеціальних сил, Sualtı Taarruz (SAT) та спеціальні сили Сполучених Штатів мають тісні навчальні відносини з ними. Перші підрозділи «Тигрів» були створені в Гянджі після спільної навчальної програми з Туреччиною. Спецпризначенці оснащені Ізраїльськими IMI Tavor TAR-21.

## Оборонна промисловість

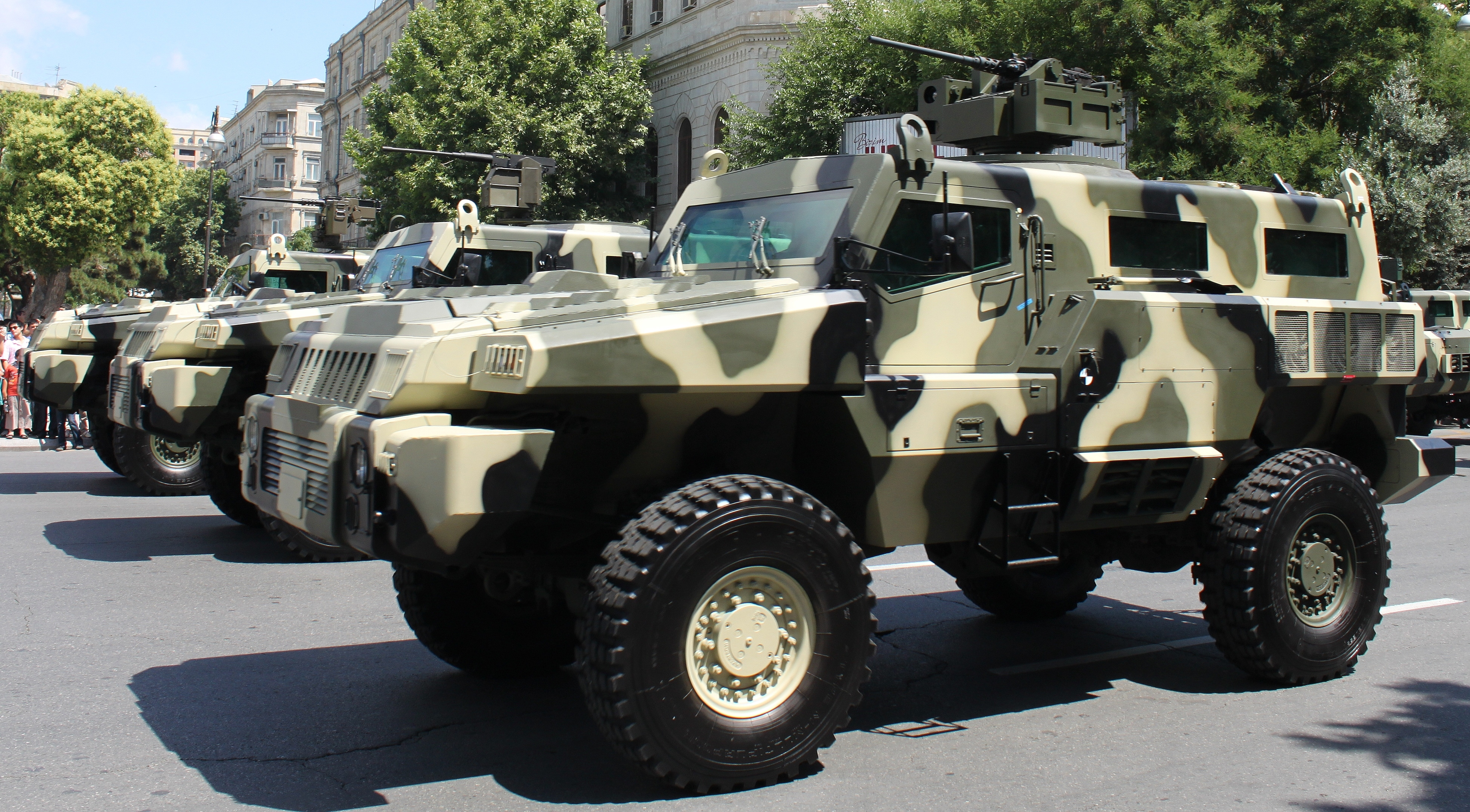
Мародер (автомобіль з протимінним захистом) виготовлений в Азербайджані

Внутрішні військові поставки для збройних сил країни контролює Міністерство оборонної промисловості Азербайджану, яке було створене у 2005 році. Міністерство оборонної промисловості включило у себе Державний департамент оборонної промисловості і озброєння разом з Центром військових досліджень, які до того були окремими агенціями у складі Міністерства оборони Азербайджану.
Оборонна промисловість утворила автономну одиницю через зростання виробничих потужностей сектору. Міністерство взаємодіє з оборонними секторами України, Білорусі та Пакистану. Поряд з іншими контрактами, оборонна промисловість Азербайджану разом з турецькими компаніями буде налагоджувати виробництво 40 мм барабанних гранатометів, 107 мм та 122 мм систем РСЗВ, бронеавтомобілів Cobra 4×4 та спільну модернізацію БТР-ів у Баку.
Основними оборонними підприємствами Азербайджану є:
- НВП Іґлім, авіація та кораблебудування
- Радіоґурашдірма, засоби зв'язку та радіоелектроніка
- НВП Нафтагазавтомат, пристрої та системи автоматизації для спостереження за технічним процесом
- НВП Автоматичні лінії, нестандартне обладнання і вироби для застосування в електротехнічній та машинобудівній галузі
- Авіаагрегат, багатоцільове авіаційне устаткування, різні аеродромні кондиціонери, універсальний контейнер основи провідника, радіатори повітря-повітря, паливо-нафта, теплообмінники та вентилятори повітря-повітря[59]

На початку 2008 року, повідомлялося що було укладено угоду з Туреччиною про виробництво на території Азербайджану бронетранспортерів, бойових машин піхоти та малокаліберної артилерії. Інше повідомлення 2008 року згадує бажання Азербайджану налагодити власне виробництво військових літаків та гелікоптерів, але цитуючи військового експерта, слід зазначити що це не можливо протягом найближчих 5 років.

## Міжнародна співпраця
Азербайджан співпрацює у військово-технічній сфері з приблизно 60 країнами і має угоди щодо військово-технічної кооперації з більш ніж 30 країнами.

### Туреччина

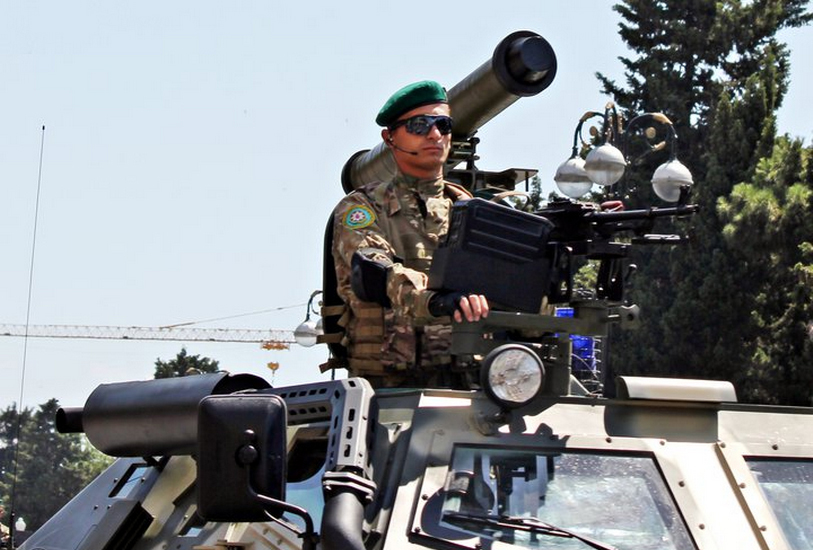
Спеціальні сили Азербайджану із ББМ Otokar Cobra турецького виробництва.

У грудні 2009 року між Туреччиною та Азербайджаном було укладено угоду про військову допомогу. Угода передбачає постачання зі сторони Анкари Азербайджану зброї, військового обладнання та у разі необхідності, військового контингенту, якщо поновиться війна із Вірменією через Нагірний Карабах.
Туреччина забезпечує поставки піхотного озброєння, тактичних засобів (джипи, вантажівки, тощо.) професійні навчання, військову організацію, передачу технологій, ліцензійне виробництво військового оснащення та інші послуги. Завдяки допомозі від турецьких спеціалістів та інструкторів тисячі азербайджанських офіцерів пройшли вишкіл за західними стандартами.
Із укладенням угоди між Туреччиною та Азербайджаном про участь азербайджанського миротворчого рою у складі турецького батальйону у Косово військова позиція та міжнародне значення Азербайджану зросли.
Починаючи з 1992 року Азербайджан та Туреччина уклали більш ніж 100 військових угод, найбільші з яких включають:
- Взаємодія штабного складу
- Топографічна взаємодія в сфері національної безпеки
- Створення та підготовка інструкторів для професійних училищ родів військ у Баку
- Проведення закупів матеріально-технічного забезпечення
- Співпраця оборонної промисловості
- Розвиток 5-го армійського корпусу, також відомого як Нахічіванський армійський корпус у Нахічівані[67]
- Співпраця в сфері військової історіографії, військових архівів та музейних експонатів з військовими публікаціями
- Співпраця у навчанні, матеріальному та технічному забезпеченні між Державною прикордонною службою Азербайджану і Збройними силами Туреччини.
- Довгострокова економічна та військова співпраця і надання фінансової допомоги
- Надання матеріального та технічного забезпечення

За словами міністра оборонної промисловості, у травні 2011 року Азербайджан обговорював купівлю ракет великої дальності з двома китайськими компаніями. Інші угоди стосовно зброї укладалися з Туреччиною. Міністр оборони Туреччини Вехді Ґонул і Явер Джамалов підписали протокол про наміри щодо майбутнього спільного виробництва двох видів продукції — 107-мм ракет та національної гвинтівки, імовірно Mehmetçik-1. У той же день був підписаний протокол з Корпорацією механічної та хімічної промисловості MKEK щодо спільного виробництва 120-мм мінометних мін. Цей проєкт вступить у силу впродовж декількох місяців. Також було досягнуто домовленості з турецькою компанією Аселсан, щодо виробництва деяких видів оборонної продукції на території Азербайджану, зокрема останніх зразків збройних прицілів. Ці проєкти також, скоріш за все, будуть реалізовані у найближчому майбутньому. Нещодавно турецький Секретаріат оборонної промисловості повідомив, що експортний варіант самохідної гаубиці Т-155 Фіртіна майже завершено, і можна починати виробництво. До T-155 був включений німецький блок живлення MTU, продаж якого обмежений в деяких країнах, таких як Азербайджан. Турецький виробник MKEK заявив, що вони знайшли нового постачальника елементів живлення, оскільки Азербайджан проявляє інтерес у придбанні високих технологій для збільшення ефективності 155 мм гармат 52 калібру у турецького уряду.

### Сполучені Штати

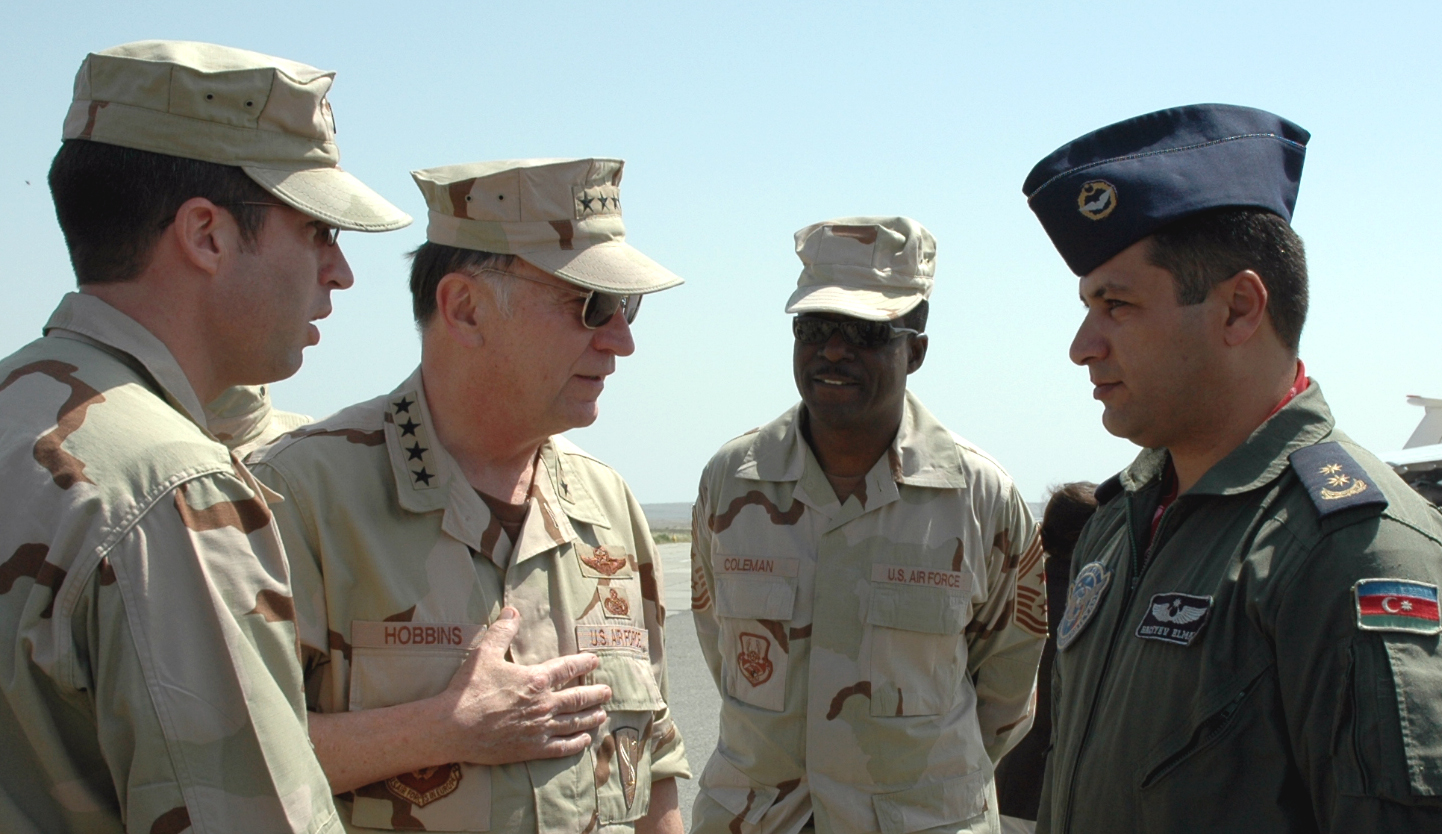
Авіабаза Хаджі Зейналабдін в Азербайджані, ген. Том Хоббінс, командувач ВПС Сполучених Штатів в Європі і головний майстер-сержант Гарі Коулман, командний шеф USAFE, ген.-лейт. Ельмар Гусейнов

Розділ 907 Акту підтримки свободи Сполучених Штатів забороняє надання будь-якої прямої допомоги Сполученими Штатами уряду Азербайджану. Відколи було зроблено виняток у 2001 році, почалась екстенсивна військова співпраця США і Азербайджану, яка включає допомогу спеціальним силам і флоту, консультації з Європейським Командуванням Збройних сил США і зв'язок через Національну гвардію США з Програмою державного партнерства.
19 травня 2006 року, Міністр оборони Азербайджану Сафар Абієв і тодішній командувач Європейського Командування Повітряних сил США генерал Том Хоббінс зустрілися у Баку для обговорення військової співпраці. Він заявив, що метою його візиту було ознайомлення з станом Збройних сил Азербайджану. Хоббінс відзначив прогрес зроблений у відносинах Азербайджан-НАТО, заявивши що успішне втілення програми НАТО Партнерство заради миру у Азербайджані зблизило його з альянсом як ніколи. Також він пообіцяв розширення співпраці повітряних сил обох країн.
Штат США Оклахома пов'язаний з Азербайджаном через Програму державного партнерства (SPP) Національної гвардії США. Сили Національної гвардії Оклахоми брали участь у навчаннях та гуманітарній місії у Баку.

### Росія
Росія основний постачальник зброї для Азербайджану. "На сьогодні, військова та технічна взаємодія з Росією складає $4 мільярди і буде збільшуватись, " заявив президент Ільхам Алієв після зустрічі з президентом Росії Володимиром Путіним у Баку, столиці Азербайджану у 2013 році.

### Ізраїль
Азербайджан та Ізраїль співпрацюють у багатьох сферах оборонної промисловості. Азербайджан виявляв сильний стійкий інтерес до ізраїльських технологій протягом багатьох років. Зокрема, було досягнуто домовленості щодо будівництва заводу з виготовлення розвідувальних та бойових дронів на території Азербайджану.
Ізраїльська компанія ELTA Systems Ltd мала спільний проєкт з будівництва супутникової системи розвідки TecSAR, яка може робити знімки земної поверхні великої роздільної здатності за будь-яких погодних умов. Згідно з думкою азербайджанських військових експертів, система TecSAR буде незамінною для військових операцій у гористій місцевості Азербайджану.
Станом на червень 2009 року Ізраїль та Азербайджан вели переговори щодо виготовлення бойової машини піхоти Namer на території Азербайджану. Інформація, про те чи були досягнуті якісь домовленості, відсутня.
Обидві держави вважають ядерний статус І. Р. Іран загрозою власній безпеці.

### НАТО

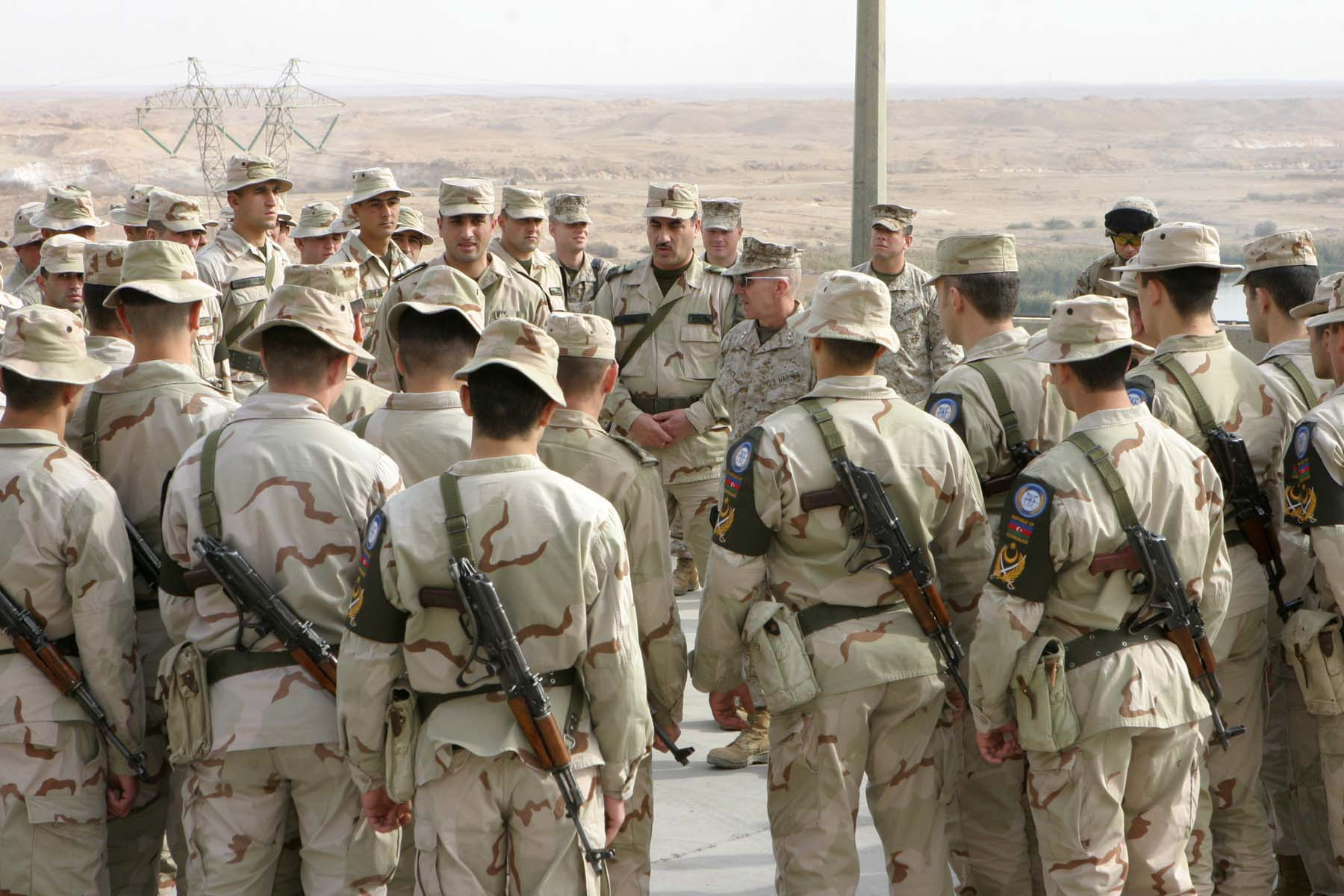
Азербайджан розгортав 150 миротворців протягом Війни в Іраку

Організація Північноатлантичного договору (НАТО) та Азербайджан активно співпрацюють навколо інституціональних реформ оборони та розвивають практичну взаємодію у багатьох інших галузях. Азербайджанський Індивідуальний план партнерства з НАТО (ІППН) та його зв'язок із програмою Партнерство заради миру (ПЗМ) проклали дорогу програмі співпраці між країною та альянсом.
Натомість уряд Азербайджану затягує імплементацію рекомендованих ІППН реформ, принаймні частково, тому що не було прийнято жодного рішення домагатися членства в НАТО. Так відбувається через те, зо Азербайджан у своїй зовнішній політиці 'шукає балансу поміж інтересами США, ЄС, Росії та Ірану.'
За словами дипломатичного джерела в НАТО деякі ключові посадові особи в штаб-квартирі НАТО у Брюсселі наполягали на залученні Азербайджану до питання членства. "Туреччина, Румунія, Італія, Польща, Сполучене Королівство та Балтійські країни, " серед країн-членів, що також підтримують швидкий шлях до членства Азербайджану в НАТО.
Незважаючи на це, Азербайджан офіційно завершив будувати свою політику не залучення у геополітичні/військові об'єднання, коли став повноправним членом руху не приєднання у 2011 році.
5 червня 2006 року Департамент оборони і національної безпеки США разом з Федеральним бюро розслідувань провели навчальну програму для приблизно 100 представників Міністерства надзвичайних ситуацій Азербайджану, Генеральної прокуратури, Міністерства оборони та інших органів правопорядку. Завданням програми було підвищення можливостей Азербайджану з запобігання розповсюдженню зброї масового ураження та пов'язаних речовин. За словами представника посольства США, програма була організована, як частина зусиль Сполучених Штатів спрямованих на імплементацію Азербайджаном ІПП НАТО, зокрема підсилити азербайджанську здатність контролювати власні сухопутні та морські кордони: «Це навчання реалізується в рамках міжнародної боротьби з розповсюдженням зброї масового знищення. Це добре, що Азербайджан є нашим активним партнером у боротьбі з розповсюдженням зброї масового знищення».
Також невеликі обсяги військової співпраці присутні у рамках країн ГУАМ: Грузія, Україна, Азербайджан та Молдова.

## Рекомендована література
- U.S. Army War College Center for Strategic Leadership, Transformation of the Azerbaijani Armed Forces, October 2008